# Vasile Lucaciu

Vasile Lucaciu

Vasile Lucaciu (n. 21 ianuarie 1852, Apa, comitatul Sătmar, Imperiul Austriac – d. 29 noiembrie 1922, Satu Mare, județul Satu Mare, Regatul României) a fost una dintre cele mai importante personalități politice, culturale și istorice ale românilor ardeleni din perioada imperiului Austro-Ungar, și militant pentru drepturile românilor din Transilvania. Din anul 1885 a activat ca preot paroh greco-catolic în Șișești, unde a ridicat o biserică monumentală sfințită la 15 august 1890, dedicată unirii tuturor românilor. Avea liceul și studii teologice făcute la Roma, unde a luat și doctoratul. Activând ca scriitor politic, printre altele în Gazeta de Transilvania și Observatorul, inițiator și semnatar al Memorandumului, și lider al Partidului Național Român, a avut de suferit în repetate rânduri represiunea autorităților de la Budapesta. În perioadele în care a fost deținut politic, românii ardeleni i-au dedicat în semn de prețuire și solidaritate un cântec: Doina lui Lucaciu.

## Activitatea politică

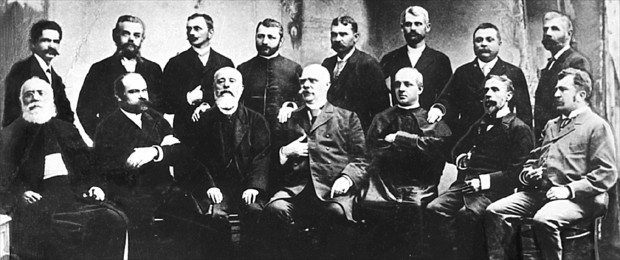
Semnatarii Memorandumului
Rândul de sus (de la stânga la dreapta): Dionisie Roman, Patriciu Barbu, Dr. D. O. Barcianu, Gherasim Domide, Dr. Teodor Mihali, Dr. Aurel Suciu, Mihaiu Veliciu, Rubin Patița
Rândul de jos (de la stânga la dreapta): Niculae Cristea, Iuliu Coroianu, Gheorghe Pop de Băsești, Dr. Ioan Rațiu, Dr. Vasile Lucaciu, Dimitrie Comșa, Septimiu Albini

Dr. Vasile Lucaciu a fost unul dintre românii care au semnat Memorandumul din 1892. Procesul în care semnatarii Memorandumului au fost acuzați de negarea autorității maghiare și de solicitarea independenței Transilvaniei, i-a adus cei mai mulți ani de închisoare dintre toți condamnații, 5. Prin intervenția directă a regelui Carol I, ei vor fi eliberați, după un an de temniță, în 1895. În anul 1905 a fost ales cu mare majoritate de voturi deputat de Beiuș în parlamentul de la Budapesta, din partea PNR. Venit în Regatul României după începutul Primului Război Mondial, a militat intens pentru alierea țării cu Puterile Antantei, pentru se putea realiza reîntregirea României. Tot în acest scop a îndeplinit, trimis de guvernul român, misiuni de prezentare a poziției române în privința situației inacceptabile a românilor majoritari din Transilvania, inclusă în statul austro-ungar.
Conform memoriilor arhiepiscopului Raymund Netzhammer, Lucaciu ar fi stat în spatele arestării lui Ioan Bălan, protopopul unit al Bucureștilor (mai apoi episcop), în vara lui 1916.
În anul 1918 a fost unul din membrii Consiliului Dirigent al Transilvaniei. La alegerile din 1919 a fost ales deputat în Parlamentul României din partea PNR.

## Activitatea culturală

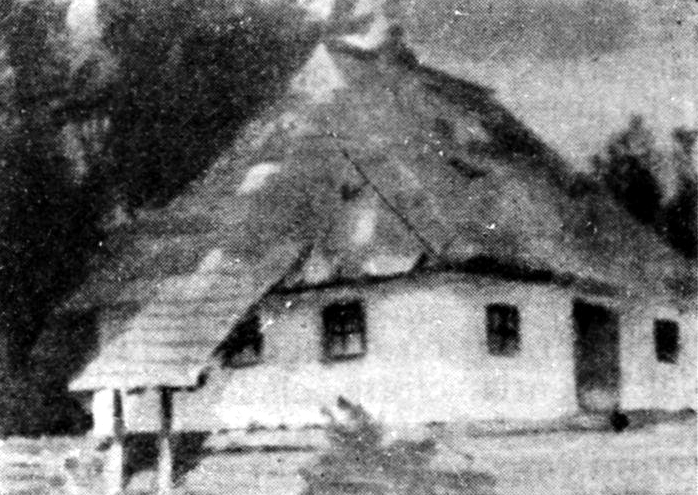
Casa părintelui Vasile Lucaciu din Șișești, Maramureș (1932)

A editat Revista Catolică, primul periodic apărut în limba română la Baia Mare.
Publică în această revistă articolul anti-eminescian "Eminescu și biserica catolică" [Anul V, Fascicolul III-IV,  28 februarie 1891]:
„Diarul bucurescean «Timpul» [nr. 12, din 1891] a început a reproduce unele dintre numeroasele articole scrise de Eminescu acum sunt vre-o dece ani, când colabora la același diar. Din aceste articole reproducem și noi pe cel intitulat Religia, în care autorul printre unele inecsactități sau ambiguități pe cari le vom rectifica la urmă, recunoasce imensele merite ce le are catolicismul față de civilisațiunea…”
„...căci împregiurul numelui său s'a escitat după moarte, mai cu seamă printre tinerimea noastră un fel de entusiasm ce s'a părut a fi un cult cu adevărat păgânesc. Dicend aceste noi constatăm numai un fapt, iarî nu detragem nimic din meritul poetului, măcar-că din punct de vedere creștinesc meritele i-se perd cu totul în Nirvana pe care a cântatîo...."
În cinstea marelui luptător român, școala din comuna Apa, a fost denumită după numele lui, azi numindu-se Școala Gimnazială Vasile Lucaciu Apa.

## Cronologie
- 21 ianuarie 1852 - Se naște Vasile Lucaciu în localitatea Apa, județul Satu Mare, din părinții Mihai Lucaciu și Iuliana Toth;
- 1852-1858, copilăria în satul natal;
- 1858-1862, urmează patru clase primare la Baia Mare;
- 1862-1866, frecventează primele clase secundare la Gimnaziul de Stat din orașul Baia Mare;
- 1866-1867, este elev în clasa a V-a secundara la liceul din Ungvar;
- 1867-1868, absolvă cursurile clasei a VI-a la Liceul Ordinului Premonstratens din Oradea; întrerupe cursurile, intră voluntar în armata austro-ungară, pe care o părăsește la scurt timp;
- 1868-1870, urmează cursurile Institutului Sf. Atanasie din Roma, în 1870 obținând titlul de doctor, cu "Magna cum laude", în filozofie; în același an (1870) se reîntoarce în țară;

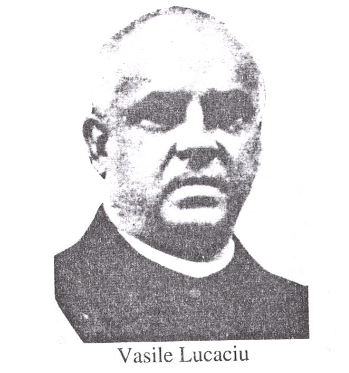
Vasile Lucaciu

- 1871, se reîntoarce la Roma pentru aprofundarea studiilor;
- 1874, absolvă Seminarul Teologic din Gherla, se căsătorește cu Paulina Șerbac din Potău, jud. Satu Mare, și este hirotonisit preot;
- 1874-1878, funcționează ca preot în localitatea Sâncrai de pe Grui, din fostul județ Sălaj; acum ia contact cu conducătorii români din Transilvania și începe să publice la diferite gazete românești;
- 1878-1885, funcționează ca profesor de limba română la Liceul Regesc din Satu Mare; încep persecuțiile;
- 1884-1885, preia un post de profesor definitiv la Losoncz; își dă apoi demisia din învățământ;
- 1885, 27 august, ocupă postul de paroh în localitatea Șișești;
- 1890, la Conferința Națională a PNR se stabilește definitiv textul Memorandumului, redactat de Iuliu Coroianu și Vasile Lucaciu;
- 1890, 19 martie, are loc, la Satu Mare, procesul intentat împotriva lui Vasile Lucaciu "pentru ațâțare împotriva unei naționalități", este achitat;
- 1890, 27 august, are loc inaugurarea bisericii din Șișești, la care participă circa 15.000 de credincioși;
- 1892, ianuarie, la Sibiu, are loc a V-a Conferință Națională a P.N.R., la care dr. Ioan Rațiu este ales în funcția de președinte, iar dr. Vasile Lucaciu în funcția de secretar general;
- 1892, mai, redactează „Circulara convocatoare”, pentru măsuri în vederea înaintării Memorandumului, care este confiscată de pretor;
- 1892, 28 mai, face parte ca organizator din delegația de 300 de persoane care înaintează Memorandumul împăratului Francisc Iosif I la Viena;
- 1892, 12 noiembrie, este judecat la Debrețin pentru „Circulara convocatoare” și, fiind găsit vinovat de agitație împotriva națiunii maghiare, este condamnat la un an închisoare de stat, 500 de florini amendă și 49 florini cheltuieli de judecată, procesul este transpus la Satu Mare;
- 1893, 27 ianuarie, are loc, la Satu Mare, procesul prin care Vasile Lucaciu este condamnat la patru luni închisoare ordinară pentru calomniere publică a guvernului maghiar; sentințele celor două procese sunt contopite într-o singură pedeapsă, de treisprezece luni închisoare și pierderea drepturilor cetățenești pentru tot timpul cât dura pedeapsa;
- 1893-1894 (7 ianuarie 1893 - 7 februarie 1894), Vasile Lucaciu execută condamnarea de treisprezece luni la închisoarea din Seghedin;
- 1894, 7-25 mai, are loc la Cluj procesul memorandiștilor, dr. Vasile Lucaciu fiind condamnat la 5 ani închisoare de stat; apelul înaintat de Comitetul PNR este respins de către Comisia regală la 13 iulie, dispunând arestarea condamnaților;
- 1894, 26 iulie, Vasile Lucaciu este arestat și întemnițat la închisoarea din Seghedin;
- 1895, 15 septembrie, împăratul Francisc Iosif I se vede silit să grațieze pe condamnați; Vasile Lucaciu revine la Șișești;
- 1902, 4 decembrie, are loc Conferința Națională a PNR, care alege pe George Pop de Băsești în funcția de secretar general;
- 1905, 11 iunie, are loc Conferinta Națională a PNR, care hotărăște tactica „activismului”; Vasile Lucaciu candidează în cercul Târgu Lăpuș, din județul Someș, dar nu obține majoritatea;
- 1907, 28 august, Vasile Lucaciu este declarat deputatul cercului Beiuș pentru parlamentul din Budapesta;
- 1907-1910, desfășoară activitate parlamentară la Budapesta,
- 1910, au loc alegeri parlamentare; Vasile Lucaciu candidează în cercul Beiuș și Ineu, dar nu întrunește majoritatea de voturi;
- 1912, se desfășoară lupte împotriva înființării Episcopiei de Hajdúdorog; Vasile Lucaciu susține interesele românilor la Roma;
- 1913, au loc tratative de conciliere între guvernul Tisza și reprezentanții PNR, la care ia parte și Vasile Lucaciu; propunerile guvernului Tisza sunt respinse;
- 1914, 23 decembrie, Vasile Lucaciu și Octavian Goga demisionează din Comitetul Executiv al PNR, făcând declarație publică în acest sens, motivând demisia;
- 1914, se refugiază în România;
- 1914, 29 decembrie, se reorganizează „Liga pentru unitatea culturala a tuturor românilor”, Vasile Lucaciu fiind ales președinte;
- 1915, în primăvară pleacă în Italia cu scopuri propagandistice și diplomatice;
- 1916, prezintă guvernului român un memoriu al ardelenilor refugiați, prin care cere aducerea în țară a românilor prizonieri în Rusia și unirea Transilvaniei cu România;
- 1916, în mai, este ales candidat de Galați pentru parlamentul din București;
- 1916, 15 august, România declară război Austro-Ungariei;
- 1916, septembrie, Vasile Lucaciu și alții înaintează Consiliului de Miniștri al României un memoriu prin care cer constituirea de regimente ardelene de voluntari din refugiați români și eliberarea prizonierilor români din Rusia care vor să lupte sub flamurile române;
- 1916, o data cu retragerea armatei române, Vasile Lucaciu se refugiază la Iași;
- 1917, primăvară, se trimite o delegație în Rusia, la Darnița,[5] în frunte cu Vasile Lucaciu, pentru a reglementa situația prizonierilor români proveniți din Austro-Ungaria;
- 1917, în aprilie, Vasile Lucaciu, Ioan Mota și Vasile Stoica pleacă în America, unde fac intensă propagandă pentru unirea Transilvaniei cu România și pentru constituirea unităților de voluntari;
- 1918, în august, se duce în Franța, la Paris;
- 1918, în toamnă, se constituie „Consiliul Național al Unității Tuturor Românilor”, având ca președinte pe Take Ionescu, iar ca vicepreședinți pe Vasile Lucaciu, Octavian Goga, dr. C. Angelescu, Ioan Th. Florescu;
- 1918, 29 octombrie, are loc la Geneva un Congres al Naționalităților Oprimate, la care participă neoficial și Vasile Lucaciu;
- 1918, în toamnă, Vasile Lucaciu pleacă în Italia, împreună cu Nicolae Titulescu și alții; aici sunt primiți de Orlando, președintele Consiliului de Miniștrii;
- 1918, 25 noiembrie, primește jurământul prizonierilor din lagărul de la Cita-Ducale și de la Cavarzere;
- 1918, 1 decembrie, are loc Adunarea Națională de la Alba Iulia, declarându-se Unirea Transilvaniei cu România; Vasile Lucaciu sfințește la Mariano (lângă Roma) drapelul regimentului „Horia”;
- 1919, 6 ianuarie, sfințește, în „Piața Siena” din Roma, drapelul regimentului „Cloșca”;
- 1919, 23 mai, are loc la Geneva o mare manifestație de simpatie pentru români, în cadrul căreia ia cuvântul și Vasile Lucaciu; se votează o rezoluție adresată Conferinței de pace de la Paris; în zilele conferinței, Vasile Lucaciu are mai multe convorbiri cu personalități ale diplomației țărilor participante;
- 1919, în toamnă, se întoarce în țară, fiind sărbătorit la București, Sibiu, Satu Mare; la Baia Mare ajunge în ziua de 17 octombrie, iar apoi pleacă la Șișești;
- 1919, este ales deputat de Baia Mare în parlamentul din București;
- 1920, candidează din nou și este reales deputat de Baia Mare în parlamentul din București; în parlamentul român susține votarea legii electorale și a reformei agrare;
- 1922, la o nouă alegere pentru parlament, Vasile Lucaciu nu reușește să-și asigure voturile necesare; adversarul său politic se spune că recursese la metode necinstite, falsificând voturile;
- 1922, la 70 de ani se retrage din viața politică, stabilindu-se pentru restul zilelor în orașul Satu Mare;
- 1922, 29 noiembrie, moare și este înmormântat în satul Șișești, în ziua de 1 decembrie, la patru ani de la proclamarea Unirii Transilvaniei cu România.

## Posteritate
- Satu Mare: Statuia lui Vasile Lucaciu din Satu Mare

- Satul Șișești:

Ansamblul Muzeal și Monumental „Dr. Vasile Lucaciu”
Casa de lemn Vasile Lucaciu
Școala Vasile Lucaciu
- Satul Apa: Casa memorială Vasile Lucaciu

Prin Legea nr. 77/2022, Vasile Lucaciu a fost declarat „Erou al Națiunii Române” (Monitorul Oficial al României, Partea I, nr. 355/5 aprilie 2022).

## Imagini

Bustul lui Vasile Lucaciu de la Alba Iulia
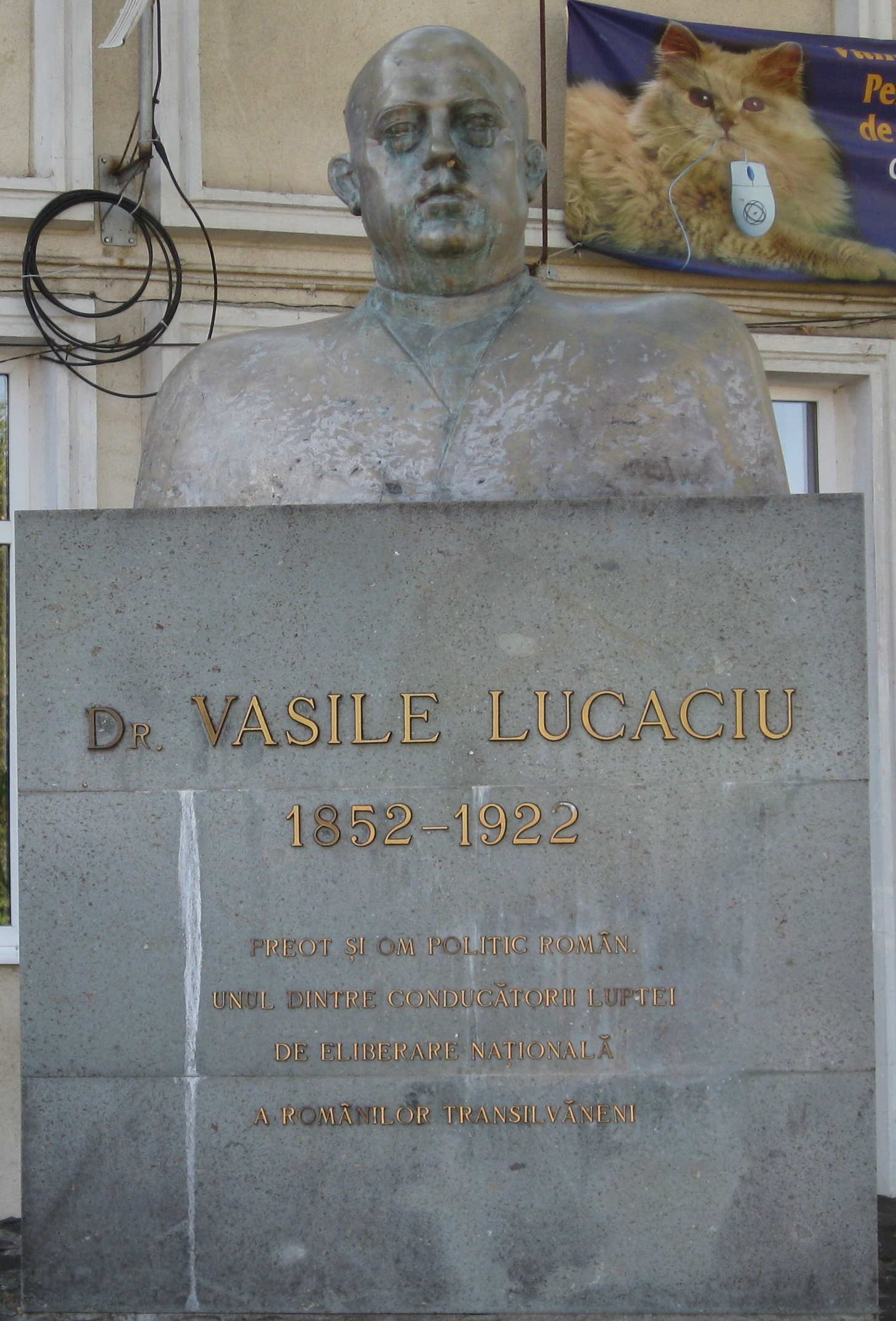
Bustul lui Vasile Lucaciu de la Baia Mare
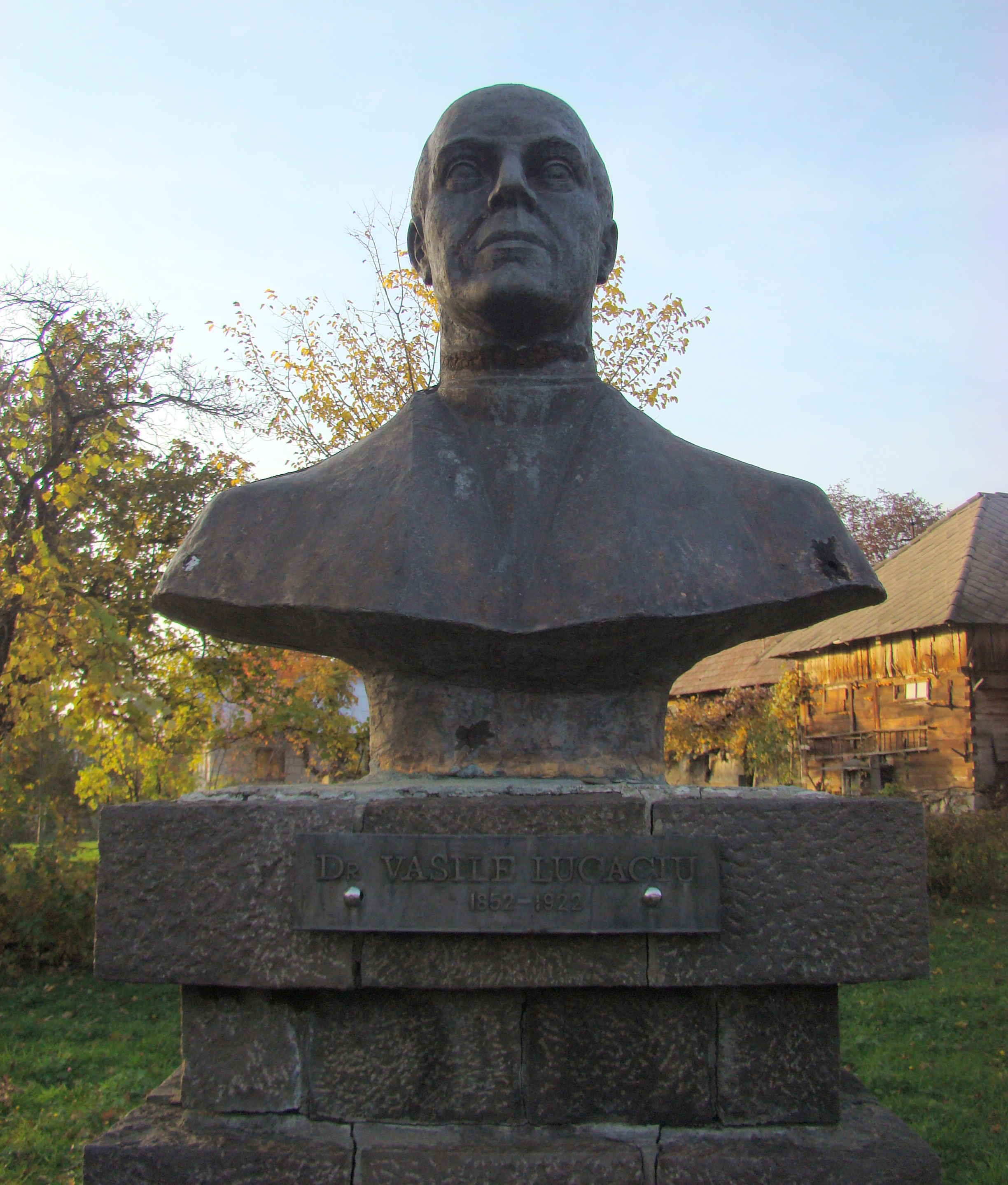
Bustul lui Vasile Lucaciu de la Șișești